# 唐纳德·皮戈特
克里斯托弗·唐纳德·皮戈特（英語：Christopher Donald Pigott，1928年4月7日—2022年9月11日），英国植物学家，曾任剑桥大学植物园园长。知名于对椴树属分类的研究。

## 生平
1928年生于英格兰萨里郡萨顿。1951年毕业于剑桥大学伊曼纽尔学院植物学专业，随后进入谢菲尔德大学担任植物学讲师。1960年返回剑桥大学担任植物学讲师。1964年调至新成立的兰卡斯特大学，领导生态学学科建设工作。1984年至1995年，担任剑桥大学植物园园长。2022年9月11日逝世。